# Helmut Glaser (SS-Mitglied)

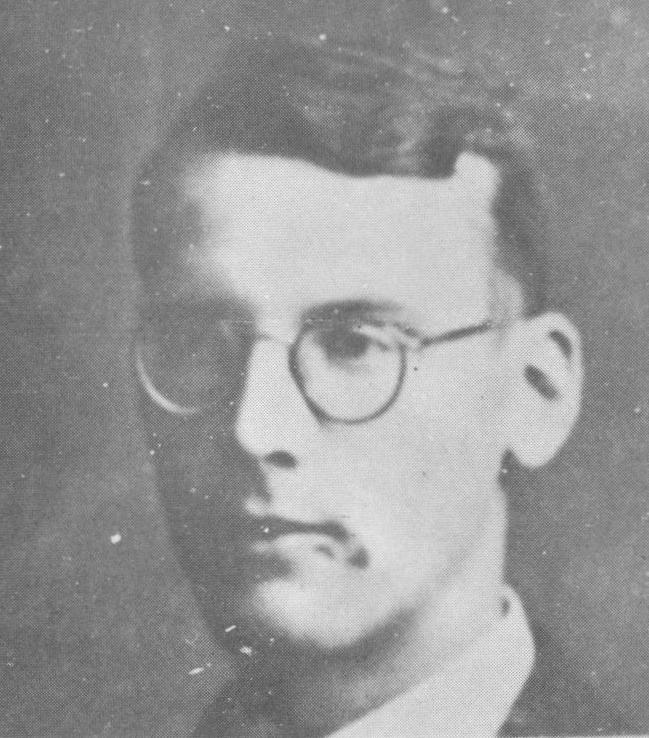
Helmut glaser (um 1947)

Helmut Glaser (* 29. Juli 1910 in Gmünd in Kärnten, Österreich-Ungarn; † 28. August 1947 in Ljubljana) war ein österreichischer SS-Sturmbannführer und verurteilter Kriegsverbrecher.

## Leben
Helmut Glaser war Sohn eines Bürgerschuldirektors. Nach dem Besuch einer Klagenfurter Volksschule und der Klagenfurter Realschule studierte er ab 1928 Germanistik und Romanistik an der Philosophischen Fakultät der Universität Wien. Zum 8. Mai 1931 trat er der NSDAP bei (Mitgliedsnummer 444.132). Im Juli 1934 wurde er zum Dr. phil. promoviert. Nach zwei weiteren Semestern legte er die Mittelschul-Lehramtsprüfungen für die Hauptfächer Deutsch und Französisch ab und absolvierte anschließend ein Probejahr an der Bundesrealschule Klagenfurt. Am 10. Oktober 1936 trat er der SS (SS-Nummer 301.760) bei.
Im Juli 1938 wurde er zum Sicherheitsdienst (SD) beurlaubt. Ende August 1939 wurde Glaser zum Einsatzkommando 4 der Einsatzgruppe I abgeordnet und nahm am Überfall auf Polen teil. Nach der Auflösung des Kommandos wurde er der KdS-Dienststelle Krakau zugeteilt und dort später mit der Leitung der Referate III A und C beauftragt. Im März 1941 kam er nach Klagenfurt zurück. Von Mai bis September 1941 leitete er die Abteilungen I und II im Umsiedlungsstab beim KdS Veldes, der die Aussiedlung von Slowenen aus der Oberkrain vorzubereiten hatte. Danach kehrte er zum SD Klagenfurt zurück, wo er als Leiter des Referats III C und als stellvertretender Leiter fungierte. Im April 1943 wurde er Leiter des SD-Abschnitts Bayreuth. Mitte Dezember 1944 wurde er nach Bratislava versetzt; dort führte er das z.b.V.-Kommando 29. Diesen Posten versah er bis zur Auflösung des Kommandos kurz vor Kriegsende.
Kurz vor Ende des Krieges setzte er sich zunächst nach Regensburg ab, ging später mit den zivilen Papieren eines Lehrers zu Fuß in Richtung Salzburg, das er am 8. Mai 1945 erreichte. Am 14. Juni 1945 erhielt er einen Passierschein der amerikanischen Militärregierung und zog später nach Krumpendorf. Im September 1945 wurde er verhaftet und ins Lager Ebental verbracht. Im Dezember 1946 wurde er nach Jugoslawien ausgeliefert. Am 19. Juli 1947 wurde er zum Tode durch Erschießen verurteilt. Das Urteil wurde am 28. August 1947 vollstreckt.